# نیکسو
نیکسو (به لاتین: Nexø) یک منطقهٔ مسکونی در دانمارک است که در Bornholm regional municipality واقع شده‌است. نیکسو ۲٫۲۲ کیلومتر مربع مساحت و ۳٬۶۰۷ نفر جمعیت دارد.

## خواهرخوانده
شهرهای کووبژک و ولگاست خواهرخوانده‌های نیکسو هستند.